# Pottia humillima
Pottia humillima är en bladmossart som beskrevs av Jean Édouard Gabriel Narcisse Paris 1898. Pottia humillima ingår i släktet Pottia och familjen Pottiaceae. Inga underarter finns listade i Catalogue of Life.